# 圣洛朗达尼
圣洛朗达尼（法語：Saint-Laurent-d'Agny，法語發音：[sɛ̃ loʁɑ̃ daɲi]）是法国罗讷省的一个市镇，属于里昂区。

## 地理
圣洛朗达尼（45°38'29"N, 4°41'8"E）面积10.55 平方千米，位于法国奥弗涅-罗讷-阿尔卑斯大区罗讷省，该省份为法国中东部省份，北起顺时针与索恩-卢瓦尔省、安省、里昂大都会、伊泽尔省和卢瓦尔省接壤。
与圣洛朗达尼接壤的市镇（或旧市镇、城区）包括：雅雷地区苏雪、绍桑、莫尔南、奥尔列纳、博瓦隆。

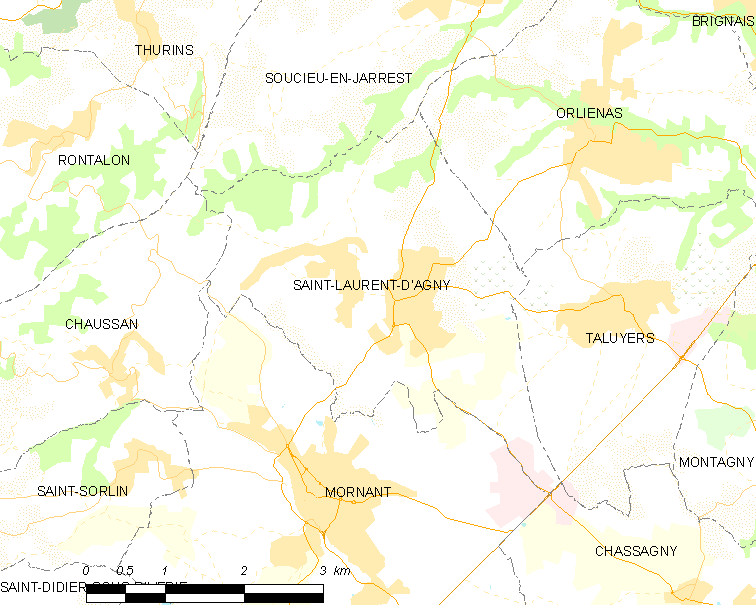
圣洛朗达尼的OSM定位图

圣洛朗达尼的时区为UTC+01:00、UTC+02:00（夏令时）。

## 行政
圣洛朗达尼的邮政编码为69440，INSEE市镇编码为69219。

## 政治
圣洛朗达尼所属的省级选区为莫尔南县。

## 人口

1962-2008年间圣洛朗达尼人口变化图示

圣洛朗达尼于2022年1月1日时的人口数量为2120人。